# Русско-итальянское соглашение (1909)
Русско-итальянское соглашение или сделка в Раккониджи — секретное соглашение между Российской империей и Королевством Италии, достигнутое в итальянском замке Раккониджи (под Турином) между императором Николаем II и королём Виктором-Эммануилом III.

## Обстановка на Балканах и европейская политика
Боснийский кризис обострил отношения между Италией и Австро-Венгрией, а также между Австро-Венгрией и Россией. Россия защищала свои интересы на Балканах, касающиеся Сербии и Черногории (подробнее см. в статье Боснийский кризис). Интересы Италии были затронуты в Албании. Австрийцы давно проявляли к Албании интерес и всячески мешали Италии закабалить эту страну. Албания обеспечила бы Италии господство над выходом из Адриатического моря. Но Адриатическое море было единственным, над которым могла господствовать Австро-Венгрия. Также Италия давно претендовала на земли Трентино и Триест, которыми владела Австро-Венгрия.
Неосторожная политика Австро-Венгрии привела к тому, что теперь у неё, кроме старых врагов на Балканах (России и Османской империи), появился новый враг — Италия. И хотя Австро-Венгрию и Италию связывал Тройственный союз, назвать эти державы союзниками было отнюдь нельзя.
Русская дипломатия, в свою очередь, жаждала реванша над австрийской дипломатией. Недавнее поражение российской дипломатии и её союзников в боснийском кризисе совсем не соответствовало статусу России как великой державы. Договор с Италией был важен как для России, так и для Италии. К тому же направленный против Австро-Венгрии русско-итальянский договор мог ещё более ослабить Тройственный союз, который и без того был на грани развала.
В отношениях с Портой по сути готовилась аннексия Триполитании Италией и нейтралитет или поддержка России в этом вопросе могла быть достигнута в обмен на признание Италией требований России в отношении проливов Дарданеллы.

## Секретное соглашение
Осенью 1909 года в Раккониджи состоялась встреча императора России и короля Италии. 24 октября министр иностранных дел Италии Томмазо Титтони и министр иностранных дел России Александр Извольский оформили сделку между странами, которую подписали оба монарха. Соглашение это носило секретный характер. По этому соглашению обе страны обещали сохранять status quo на Балканах. В случае конфликта Италии или России с Австрией другая сторона обещала поддержать её путём дипломатического вмешательства.
Обе страны обещали «благожелательно относиться» к интересам друг друга. Так Россия обещала со своей стороны благожелательно относиться «к интересам Италии в Триполитании и Киренаике». Тут речь идёт о современной Ливии, которой тогда владела Османская империя. Это фактически означало союз России и Италии, направленный против Турции и Австрии. Тем самым Италия обеспечила себе нейтралитет со стороны России в намечающейся войне Италии и Порты за африканские колонии. Спустя 2 года начнётся Итало-турецкая война 1911—1912 годов за Ливию. Италия, в свою очередь, обещала поддержать Россию в вопросе о Дарданелльском проливе.
 По сообщениям газет того времени ничего примечательного на встрече монархов не произошло:
РАККОНИДЖИ, 10(23) октября. В 8 час. вечера в замке состоялся парадный обед на 36 кувертов. Государь Император занимал место в центре стола, между королём и королевой. […]
Город вечером представлял необыкновенное зрелище. Все население на улице и перед дворцовой площадью. Муниципалитет, расположенный прямо против дворца, эффектно иллюминирован. На дворцовой площади от 8 до 9 ч. вечера местное музыкальное общество, председателем которого состоит фабричный рабочий, исполнило серенаду и русский народный гимн. Всеми чувствуется необыкновенно праздничное настроение.

РАККОНИДЖИ. В 12 ч. дня в замке состоялся фамильный завтрак. После завтрака Государь Император и король охотились в прилегающем к замку лесу. В охоте принимали участие бар. Фредерикс и несколько лиц свиты.

## Итог
Русско-итальянское соглашение носило важный дипломатический характер. Соглашение ускорило начало Итало-турецкой войны и, как ни странно, начало балканских войн. Ведь именно, наблюдая поражение Турции в Итало-турецкой войне, балканские страны решили, пользуясь её ослаблением, создать Балканский союз и начали войну против Порты. Вместе с тем  русско-итальянское соглашение ещё больше ускорило развал Тройственного союза.